# Marco Odermatt
Marco Odermatt (Obersaxen, 8. listopada 1997.) švicarski je alpski skijaš. 
Na prvo postolje popeo se u Kranjskoj Gori 2019. Bio je treći u veleslalomu. Na prvu pobjedu nije dugo čekao. Dogodila se u američkom Beaver Creeku, 6. prosinca 2019. u super-veleslalomu. 
Do kraja 2023. godine postigao je: 17 pobjeda, 7 drugih mjesta i 5 trećih mjesta u veleslalomu, 11 pobjeda, 4 drugih mjesta i 3 trećih mjesta u super G-u, 8 drugih mjesta i 3 trećih mjesta u spustu, ukupno 28 pobjeda, 19 drugih mjesta i 11 trećih mjesta u utrkama Svjetskog kupa. Osvojio je zlato u veleslalomu na Zimskim olimpijskim igrama u Pekingu 2022. i zlato u spustu i veleslalomu na Svjetskom prvenstvu u Courchevel 2023. godine te zlato u superveleslalomu na Svjetskom prvenstvu u Saalbachu 2025. godine.

## Prva pobjeda u Svjetskom kupu
| # | Sezona |                  |                   |                  |
| # | Sezona | Datum            | Mjesto održavanja | Disciplina       |
| 1 | 2020.  | 6. prosinca 2019 | Beaver Creek, SAD | Super-veleslalom |

## Vanjske poveznice
- FIS profile